# Église du Sacré-Cœur de La Tremblade
L’église du Sacré-Cœur est une église paroissiale située en Charente-Maritime dans le centre-ville de La Tremblade. Elle fait partie du doyenné de Royan et est le siège de la paroisse de la Presqu'île d'Arvert.

## Historique
Le 8 septembre 1681, le premier temple protestant de La Tremblade est confisqué et transformé en église catholique. Le village de pêcheurs de La Tremblade est majoritairement protestant, et ne possède pas d'autre église. Mgr de la Brunetière, évêque de Saintes, consacre l'édifice à la Vierge Marie.
En 1880 est élevé un nouveau sanctuaire. Les plans sont dessinés par l'architecte Jean-Michel Alaux, qui réalise au cours de la même période les travaux d'agrandissement de l'église de Saint-Georges-de-Didonne. Le financement est en partie assuré par l'abbé Barbotin, prêtre titulaire de la paroisse. La première pierre est posée le 15 mai 1880, en présence de l'évêque de La Rochelle et Saintes, Mgr Thomas. Le gros-œuvre est achevé quatre ans plus tard. Le fin clocher, surmonté d'une flèche octogonale cantonnée de pinacles, est édifié à partir de 1886. 
L'église est consacrée le 21 juin 1894 par Mgr Bonnefoy, évêque de La Rochelle et Saintes. Une cérémonie du centenaire a lieu en 1994 en présence de Mgr David, évêque de La Rochelle et Saintes. En 1999, le clocher est renversé par la tempête Martin et remonté quelques mois plus tard.
L'église est fermée au public depuis décembre 2023 pour des raisons de sécurité et des risques d'effondrement.

## Description
L'église du Sacré-Cœur est un édifice néo-gothique. Elle est en forme de croix latine, et est constituée d'une nef divisée en six travées couvertes de croisées d'ogives quadripartites, réunies par des clefs de voûte recouvertes d'inscriptions latines. Une série de colonnes trapues, couronnées de chapiteaux corinthiens, marque la séparation entre le vaisseau principal et les bas-côtés, voûtés selon le même principe. Le transept est prolongé par deux absidioles. L'abside, à trois pans, abrite un maître-autel néo-gothique finement ouvragé. Des vitraux figuratifs représentent des scènes de l'Ancien et du Nouveau Testament. Les murs sont ornés d'un ensemble de peintures contemporaines, chemin de croix ou « polyptyque de la croix », œuvre de l'artiste Michel Genty.
La façade est constituée d'un clocher-porche couronné d'une fine flèche, suivant un procédé courant dans la région au XIXe siècle. Une statue du Sacré-Cœur de Jésus est située au premier étage. Elle est accompagnée de l'inscription « Venite ad me omnes » (Venez à moi vous tous), extrait de l'évangile de Matthieu, 11:28 : « Venez à moi vous tous qui peinez et qui souffrez, et je vous réconforterai ».

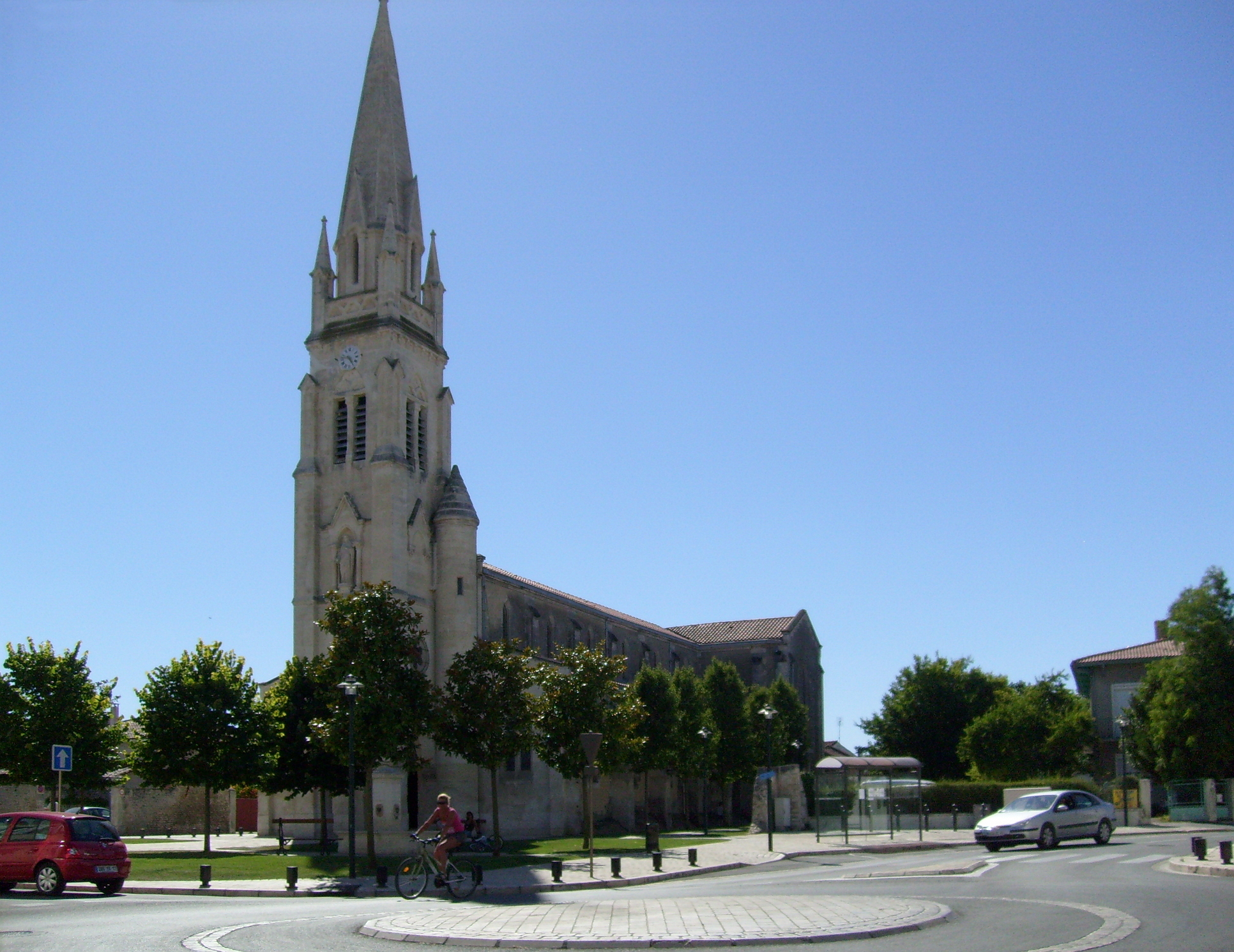
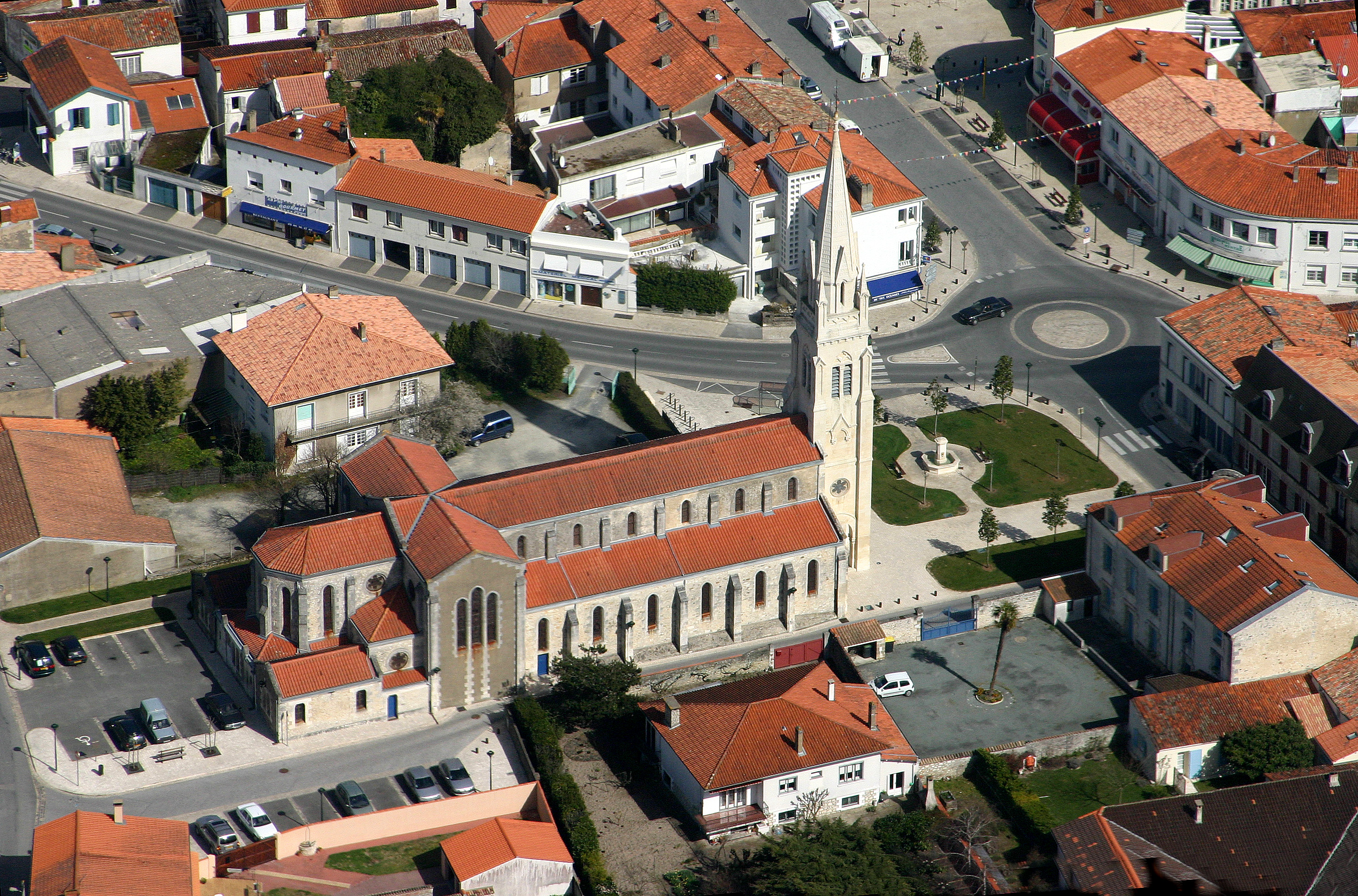